# Lancer du disque masculin aux championnats du monde d'athlétisme 2005
Navigation
Paris 2003 Osaka 2007
L'épreuve du lancer du disque masculin des championnats du monde d'athlétisme 2005 s'est déroulée les 6 et 7 août 2005 dans le Stade olympique d'Helsinki, en Finlande. Elle est remportée par le Lituanien Virgilijus Alekna.

## Résultats

### Finale
| Rang               | Athlète            | Pays           | Essais | Essais | Essais | Essais | Essais | Essais | Marque  | Notes |
| Rang               | Athlète            | Pays           | 1      | 2      | 3      | 4      | 5      | 6      | Marque  | Notes |
| ------------------ | ------------------ | -------------- | ------ | ------ | ------ | ------ | ------ | ------ | ------- | ----- |
| Médaille d'or      | Virgilijus Alekna  | Lituanie       | 63.93  | 67.90  | 68.10  | 66.75  | X      | 70.17  | 70,17 m | CR    |
| Médaille d'argent  | Gerd Kanter        | Estonie        | X      | 64.69  | 65.10  | 68.57  | 65.53  | 62.64  | 68,57 m |       |
| Médaille de bronze | Michael Möllenbeck | Allemagne      | X      | 65.24  | 64.99  | 65.95  | X      | —      | 65,95 m |       |
| 4                  | Aleksander Tammert | Estonie        | 62.28  | 63.59  | 63.18  | 64.18  | 63.50  | 64.84  | 64,84 m |       |
| 5                  | Ian Waltz          | États-Unis     | 63.88  | 64.05  | X      | X      | 64.27  | 64.02  | 64,27 m |       |
| 6                  | Frantz Kruger      | Afrique du Sud | 63.19  | 61.47  | 60.92  | 63.64  | 64.23  | X      | 64,23 m |       |
| 7                  | Jarred Rome        | États-Unis     | 64.22  | 61.87  | X      | 62.64  | 63.68  | X      | 64,22 m |       |
| 8                  | Jason Tunks        | Canada         | 63.39  | 63.77  | X      | X      | X      | X      | 63,77 m |       |
| 9                  | Lars Riedel        | Allemagne      | 63.05  | X      | 62.47  |        |        |        | 63,05 m |       |
| 10                 | Zoltán Kővágó      | Hongrie        | 62.94  | 62.68  | 59.61  |        |        |        | 62,94 m |       |
| 11                 | Mario Pestano      | Espagne        | 62.75  | 60.32  | X      |        |        |        | 62,75 m |       |
| 12                 | Andrzej Krawczyk   | Pologne        | 59.58  | 61.00  | 62.71  |        |        |        | 62,71 m |       |

## Légende
Records et Performances
- AR : Record continental (area record)
- CR : Record des championnats (championship record)
- MR : Record du meeting (meet record)
- NR : Record national (national record)
- OR : Record olympique (olympic record)
- PR : Record paralympique (paralympic record)
- PB : Record personnel (personal best)
- SB : Meilleure performance personnelle de la saison (season's best)
- WL : Meilleure performance mondiale de l'année (world leader)
- WJR : Record du monde junior (world junior record)
- WR : Record du monde (world record)

Circonstances et Conditions
- DNF : N'a pas terminé (did not finish)
- DNS : N'a pas pris le départ (did not start)
- DQ : Disqualification (disqualification)
- NM : Aucun essai valable enregistré (No Mark)
- Q : Qualifié « directement » au prochain tour (ou à la prochaine compétition), lors d'une compétition majeure, grâce au classement ou à la réalisation des minima (automatic qualifier)
- q : Qualifié au prochain tour (ou à la prochaine compétition), lors d'une compétition majeure, grâce au repêchage ou à la réalisation de l'une des meilleures performances parmi celles des « non qualifiés directement » (grâce au meilleur temps ou à la meilleure distance par exemple) (secondary qualifier)